# باتو مائونگ
باتو مائونگ (به انگلیسی: Batu Maung) یک محله مسکونی در ایالت پنانگ مالزی است. این منطقه در ناحیه جنوب غربی جزیره پنانگ، در نزدیکی رأس جنوب شرقی جزیره پنانگ، و در مجاورت شهر بایان لپاس و فرودگاه بین‌المللی پنانگ واقع شده‌است. باتو مائونگ، پایانگاه پل دوم پنانگ در سمت جزیره و نقطه پایانی سمت جنوبی بزرگراه تون دکتر لیم چونگ او، است. توسط دهکده‌های ماهیگیری همچون پرمتن دمر لاوت و تلوک تمپویک احاطه شده‌است.
این منطقه که در سابق یک دهکدهٔ کشاورزی بود، در اواخر قرن بیستم، توسعه آن به سوی محلهٔ مسکونی آغاز گردید. در واقع، بخشی از منطقه آزاد صنعتی بایان لپاس داخل تاون‌شیپ قرار دارد، که همین‌طور سرای مقر  مرکز ورلدفیش و بندر ماهیگیری آب عمیق است.